# Lagynochthonius irmleri
Espèce
Synonymes
- Tyrannochthonius irmleri Mahnert, 1979

Lagynochthonius irmleri est une espèce de pseudoscorpions de la famille des Chthoniidae.

## Distribution
Cette espèce est endémique d'Amazonas au Brésil. Elle se rencontre vers Manaus.

## Description
Le mâle holotype mesure 0,9 mm et la femelle paratype 1,0 mm.

## Étymologie
Cette espèce est nommée en l'honneur d'Ulrich Irmler.

## Publication originale
- Mahnert, 1979 : Pseudoskorpione (Arachnida) aus dem Amazonas-Gebiet (Brasilien). Revue Suisse de Zoologie, vol. 86, no 3, p. 719-810 (texte intégral).